# Alien 9
Alien 9 (エイリアン9 Eirian Nain?) es un manga japonés escrito e ilustrado por Hitoshi Tomizawa, también autor de obras como Milk Closet o dibujante del manga Blitz Royale (guion de Koushun Takami). A pesar de su más que aparente estilo infantil, las obras de Hitoshi Tomizawa son de una crueldad descarnada, ayudando así a lograr una mejor crítica de lo que a él le molesta. Alien 9 fue publicada en España por la Editorial Ivrea, en tres tomos similares a la edición original japonesa. Actualmente esta edición está disponible en Argentina y otros países de Latinoamérica. Existen una adaptación anime que es una versión resumida de los dos primeros tomos

## Argumento
Alien 9 cuenta la historia de Yuri Otani, una estudiante de sexto curso de primaria japonesa, que nada más comenzar el curso es elegida como "encargada de contramedidas contra los aliens" de la clase Camelia. Detrás de este pomposo nombre se encuentra uno de los cargos más detestados por todos los estudiantes de Japón: derrotar a unos aliens de diversas formas teniendo los estudiantes como única defensa los "borg" unas criaturas que debe usar en sus cabezas, los estudiantes que participan no reciben sueldo ni prestaciones. Junto a Yuri son elegidas para el cargo, Kasumi Tomine de la clase Durazno y Kumi Kawamura de la clase Glicina. Yuri, al poco de empezar, en su primera cacería es tachada de "cobarde llorona" pese a que pelear contra los aliens la ponen en verdadero peligro de morir como le sucedió a otras en el cargo. Cada vez que Yuri sucumbe a uno de sus ataques de pánico, el Borg acoplado a ella se descontrola, destrozando a los aliens que sólo deben capturar.

## Personajes
Kumi Kawamura
Kumi es una chica de carácter muy firme, delegada de clase desde que iba a primero de primaria. Esta chica sólo se había presentado voluntaria al cargo de encargada para evitar que la volvieran a elegir de delegada, pero se encontraría con que Yuri no deja de darle problemas y pedirle ayuda. De las tres, es probablemente la más fría y decidida.
Kasumi Tōmine
Representante de la clase, se muestra como la antítesis de Yuri:se ve luchar sin perder nunca la sonrisa. Una chica aparentemente abstraída pero con un altísimo nivel de inteligencia, que sabe desenvolverse bien en casi cualquier situación.  
Megumi Hisakawa
Supervisora de las peligrosas actividades del grupo Contramedidas, ella dice que ese trabajo hace a las niñas madurar rápidamente.
Los Borgs son aliens de tipo simbiótico que ayudan a las encargadas en su misión de capturar a los aliens. Tienen una forma semejante a un sapo con alas. Se alimentan de la suciedad de su huésped (sudor, epidermis, caspa, etc), y a cambio le brindan protección absoluta contra los aliens que intenten atacarlos. Sus armas son taladros que salen de las puntas de las alas, y que aparentemente constituyen la totalidad del organismo Drill. Los Borg hablan normalmente, e incluso en el tercer tomo se menciona que tienen diferentes tipos de personalidad.

## Análisis profundo
Evidentemente en el artículo no se cuenta todo, aunque se ha contado la gran mayoría de la historia. 
La crítica, en algunos momentos puede ser tan feroz como discreta aparte de que los elementos de ciencia ficción están muy bien integrados. Yuri es, probablemente, no el personaje más cobarde sino la más sensata de la historia, siendo la única que se plantee qué es lo que está ocurriendo en esa escuela (es la única que se pregunta "¿de dónde viene las naves?"). Kumi también llega hasta ese punto pero es asesinada antes de poder decidir. Y Kasumi, casi parecía que lo sabía desde antes, pero acepta alegremente su destino.
Puede parecer cruel poner a niños en la tesitura de pelear de esa manera pero es algo que el autor supo manejar magistralmente: Al fin de al cabo, a los doce años se producen cambios en todo cuerpo humano, la pubertad concretamente. Si bien ya hay gente madura a esa edad, no se puede esperar que todos sean tan impulsivos como Kumi y tan apasionados como Kasumi. Lo normal es que todos lloren acorralados como una Yuri asustada por todo lo que pasa y que no entiende para nada. La adultez no llama a Yuri, de hecho, le espanta. Pero gracias a Kumi es capaz de realizar ese paso con menos problemas gracias a su comprensión primero, a su sabiduría luego, a su identificación con ella después y para al final, ser su amor lo que logre sacarla de la pesadilla de Girasol.
La profesora Hisakawa se puede definir como la mala. Es una, podría decirse integrista: No ve una simbiosis mejor que la de los Drills. De hecho, cualquier otra la ve aborrecible. No le gusta nada que realicen ataques no concertados sin su consentimiento y no le gusta nada la presencia de Yellow Knife dentro de Kasumi.
La directora aparece como si fuese una política que no se mete en los asuntos de sus subordinados, como si no quisiera involucrarse. Siempre aparece comiendo dulces, casi como si eso fuese lo único que la preocupa. Sólo sabe lo básico que debe ordenar, pero nunca llega a hacer nada realmente.
Kasumi no es ni buena ni mala, es la independiente de toda la vida. Rebelde con o sin causa, no se sabe. Una vez que se libra de su miedo a la soledad cuando se une a Yellow Knife se convierte en una especie de apoyo en la relación entre Yuri y Kumi. Por alguna razón, sabe que su manera de ser es muy parecida a la de ella con Yellow Knife.
Resultan remarcables las apariciones de los padres de las chicas: Ninguno de ellos parece saber nada de lo que les ocurre a sus hijas en el colegio. La madre de Yuri llega a decir que no pudo convencer a Yuri de que abandonara su cargo cuando en realidad no podía librarse de él, lo cual dice mucho acerca de la información que les daban acerca del asunto, aparte de su comunicación con sus hijas: No sabían nada porque aceptaban lo que decían otros adultos y a sus hijas no les preguntaban nada. Esto es una crítica a la incomunicación entre generaciones.
Los tres chicos poseídos por los aliens que atacaron repetidas veces a Yuri son los típicos abusones de los colegios. Se aburren y no ven nada más entretenido que perseguir y acorralar a Yuri. Para ellos, sentirse adultos (en simbiosis) es algo molón. No saben lo que hacen y se comprotan como unos inmaduros sin remedio, sin pensar en las consecuencias de sus actos.